# Stits SA-7 Sky-Coupe

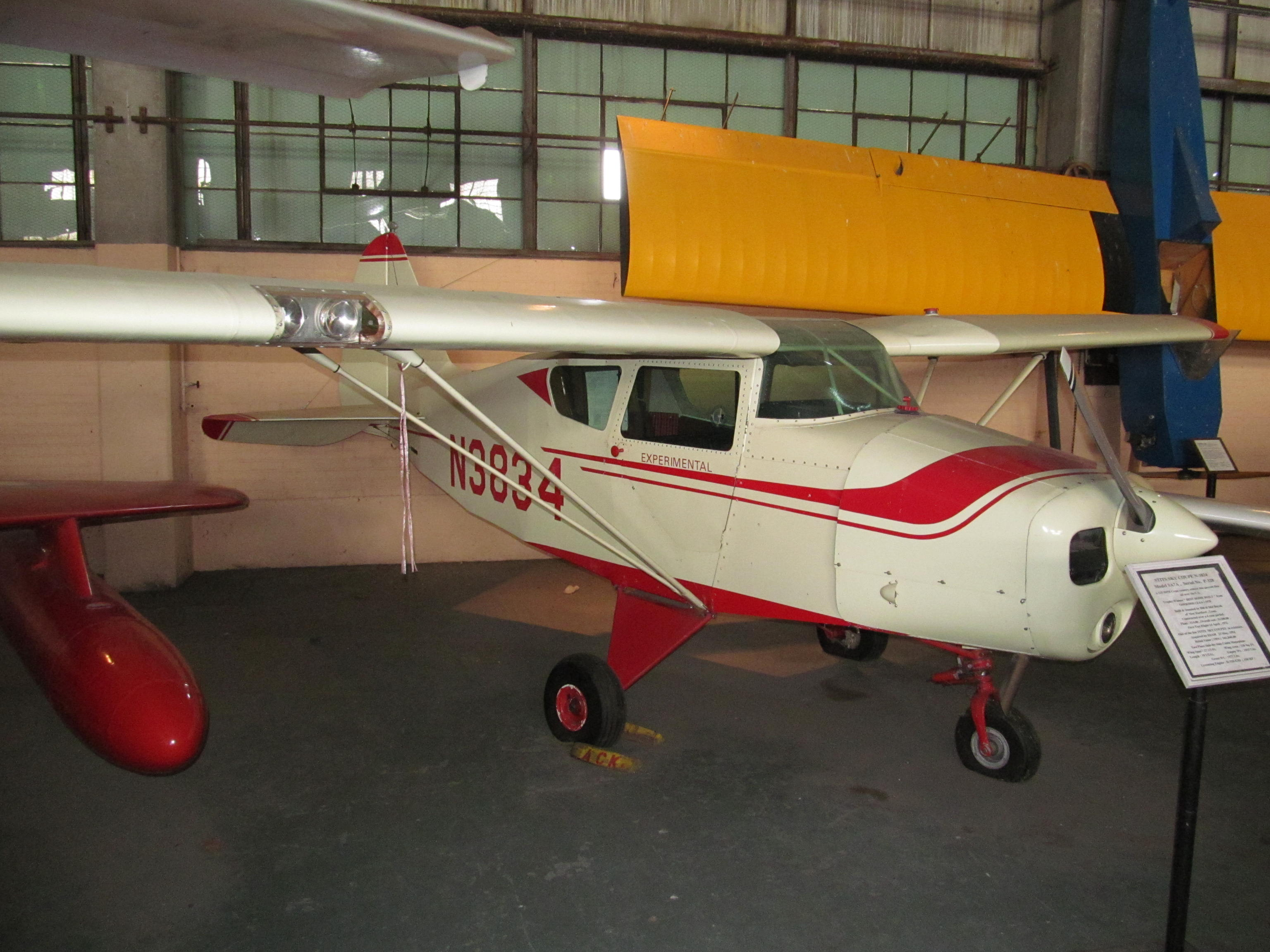
Stits SA-7 Sky-Coupe

Le Stits SA-7 Sky-Coupe est un avion de construction amateur biplace en tandem et à aile haute conçu par Ray Stits.

## Conception
Ray Stits a conçu 14 kits d’avions de construction amateur différents, qui étaient parmi les premiers disponibles au grand public en quantité. Stits est également connu du grand public en tant que constructeur du Stits Junior, Stits SA-2A Sky Baby et du Stits Baby Bird, qui étaient autrefois les plus petits avions du monde. L'ingénieur Harold Dale a participé au processus de certification après avoir terminé son Dale Weejet 800 (en).
Le Skycoupe était fourni en kit avec un fuselage en tube d'acier préfabriqué. Les surfaces sont recouvertes de toile d'avion. L'avion a été conçu pour accueillir des moteurs allant de 60 à 90 ch (45 à 67 kW).

## Variantes
SA-7A
SA-7B
Propulsé par un Continental C85 (en)
SA-7C
SA-7D
Mise à jour avec une configuration de la queue balayée.
SA-9A
Une version certifiée type.

## Spécifications Stits SA-7 Skycoupe

### Caractéristiques générales
- Capacité : 2
- Longueur : 5,41 m
- Envergure : 7,42 m
- Hauteur : 1,91 m
- Surface de l'aile : 11 m²
- Poids à vide : 272 kg
- Poids brut : 490 kg
- Capacité de carburant : 64 litres
- Groupe motopropulseur : 1 × Continental A65 (en), 65 ch (48 kW)

### Performance
- Vitesse maximale : 161 km/h
- Vitesse de croisière : 145 km/h
- Vitesse de décrochage : 56 km/h
- Portée : 483 km
- Plafond légal : 3700 m
- Taux de montée : 5.1 m/s
- Charge de l'aile : 44 kg/m2